# باربارا لسكوف
باربرا لسكوف (بالإنجليزية: Barbara Liskov) ولدت في 7 نوفمبر 1939 في كاليفورنيا، وهي عالمة حاسوب وحالياً بروفيسور فورد للهندسة في مدرسة معهد ماساتشوسوس للتطوير في قسم الهندسة الكهربائية وعلوم الحاسوب كما أنها أستاذة بمعهد ماساتشوستس للتقنية.

## الحياة والمهنة
حصلت لسكوف على بكالوريوس في الرياضيات من جامعة كاليفورنيا في بيركلي عام 1961.
في عام 1968 أصبحت أول امرأة في الولايات المتحدة تحصل على درجة الدكتوراه في علوم الحاسب من جامعة ستانفورد، وكان عنوان رسالتها للدكتوراه «برمجة الحاسوب للعب الشطرنج والألعاب».
أدت ليسكوف مشاريع هامة كثيرة، كان منها نظام التشغيل فينوس، ونظام المشاركة التفاعلية الزمنية الصغيرة والمنخفضة التكلفة، وتصميم وتنفيذ CLU؛
أرغوس.
وهي أول لغة رفيعة المستوى لدعم تنفيذ برامج التوزيع ولشرح تقنية النقل بواسطة خط الأنابيب الموعودة، و«ثور» وهوعبارة عن نظام قاعدة بيانات موجهة. كما طورت مع جانيت وينج، تعريف خاص للتصنيف الفرعي، والذي عرف ب مبدأ ليسكوف للاستبدال كما قادت مجموعة منهجية البرمجة في معهد ماساتشوستس للتكنولوجيا، مع التركيز على البحوث الحالية في الخطأ والتسامح والحوسبة الموزعة.
تعتبر ليسكوف عضواً في الأكاديمية الدولية للهندسة، وعضواً في إدارة الأكاديمية الأمريكية للفنون والعلوم، وعضواً في اتحاد أجهزة الحواسيب.
وفي عام 2004 ربحت ليسكوف ميدالية جون فون نيومان لمساهمتها الأساسية في لغات البرمجة، البرمجة المنهجية والنظم الموزعة..
وتعد لينسكوف كاتبة لثلاثة كتب وأكثر من مئات الأوراق التقنية.
تلقت لوسكوف جائزة تورنغ من الACM للعام 2008 لعملها في تصميم لغات البرمجة والبرامج المنهجية التي أدت إلى تطوير وجه منحى البرمجة.
على وجه التحديد، طورت لوسكوف لغتي برمجة، CLU في السبعينيات وArgus في الثمانيات.
يذكر إسهامها في تطوير الأسس العملية والنظرية لللغة البرمجية وتصميم النظام، خصوصاً فيما يتعلق بتجريد البيانات والتسامح مع الخطأ والحوسبة الموزعة.